# Kenneth Paal
Kenneth Paal (Haarlem, Países Bajos, 24 de junio de 1997) es un futbolista surinamés que juega como lateral izquierdo en el Antalyaspor de la Superliga de Turquía.

## Trayectoria

### Jong PSV
El 9 de agosto de 2014 realizó su debut con el Jong PSV en la Eerste Divisie contra el Achilles '29, disputando la totalidad de minutos en la victoria 2-1.
En la temporada 2015-16, tuvo mayor titularidad, disputando 34 de 36 partidos en la Eerste Divisie. Su primer gol se produjo el 2 de octubre de 2015 contra Achilles '29 al minuto 25, finalizando con empate 1-1.

### PSV Eindhoven
Debutó con el PSV Eindhoven el 12 de agosto de 2017 contra el AZ Alkmaar en el que disputó 58 minutos en la victoria 3-2. Días después volvió a tener participación durante tres veces seguidas sumando la totalidad de minutos en la Eredivisie. Disputó en total seis partidos con el PSV Eindhoven.
El 15 de abril de 2018, el PSV Eindhoven ganó la Eredivisie matemáticamente tras faltar tres jornadas, al lograr ganarle al Ajax de Ámsterdam en el marcador 3-0, Kenneth se mantuvo en el banco de suplencia en el compromiso, siendo este su primer título nacional.

### PEC Zwolle
Fue cedido al PEC Zwolle en la temporada 2018-19 con opción a compra. El 25 de agosto de 2018 realizó su debut contra el PSV Eindhoven disputando 38 minutos en la derrota 1-2.
El 26 de septiembre de 2018 debutó en la Copa de los Países Bajos contra el VV Staphorst, disputando 45 minutos en la victoria 0-1. El equipo cayó derrotado en octavos de final contra el AZ Alkmaar, Kenneth tuvo participación en los tres compromisos.
En mayo de 2019 firmó un contrato por tres años con el club.
El 14 de diciembre de 2019 realizó su primera anotación con el club ante el VVV-Venlo, al minuto 11, con la victoria 1-2.

### Queens Park Rangers F. C.
El 19 de junio de 2022 se unió al Queens Park Rangers F. C. con un contrato de tres años, luego de la rescisión de contrato mutua con el PEC Zwolle. El 30 de julio de 2022 debutó con el club en la EFL Championship contra el Blackburn Rovers F. C., disputando la totalidad de minutos en la derrota 1-0. El 19 de octubre realizó su primera anotación contra el Cardiff City F. C., producido al minuto 74 con un remate de cabeza, finalizando con la victoria 3-0.
El 7 de enero de 2023 debutó en la FA Cup en la tercera ronda contra el Fleetwood Town F. C., disputando 9 minutos en la derrota 2-1.

## Selección nacional
El 22 de septiembre de 2022 debutó con la selección de Surinam en un partido amistoso contra Nicaragua, donde tuvo la totalidad de minutos del compromiso, en la victoria 2-1.

## Estadísticas

### Clubes
Actualizado al último partido jugado el 25 de febrero de 2023.
| Club                         | Div.          | Temporada     | Liga  | Liga  | Liga   | Copas nacionales | Copas nacionales | Copas nacionales | Copas internacionales | Copas internacionales | Copas internacionales | Total | Total | Total  |
| Club                         | Div.          | Temporada     | Part. | Goles | Asist. | Part.            | Goles            | Asist.           | Part.                 | Goles                 | Asist.                | Part. | Goles | Asist. |
| ---------------------------- | ------------- | ------------- | ----- | ----- | ------ | ---------------- | ---------------- | ---------------- | --------------------- | --------------------- | --------------------- | ----- | ----- | ------ |
| Jong PSV · Países Bajos      |               |               |       |       |        |                  |                  |                  |                       |                       |                       |       |       |        |
| 2.ª                          | 2014-15       | 9             | 0     | 1     | —      | —                | —                | —                | —                     | —                     | 9                     | 0     | 1     |        |
| 2.ª                          | 2015-16       | 34            | 3     | 5     | —      | —                | —                | —                | —                     | —                     | 34                    | 3     | 5     |        |
| 2.ª                          | 2016-17       | 34            | 2     | 4     | —      | —                | —                | —                | —                     | —                     | 27                    | 1     | 1     |        |
| 2.ª                          | 2017-18       | 11            | 0     | 3     | —      | —                | —                | —                | —                     | —                     | 11                    | 0     | 3     |        |
| Total club                   | Total club    | 88            | 5     | 13    | 0      | 0                | 0                | 0                | 0                     | 0                     | 88                    | 5     | 13    |        |
| PSV Eindhoven · Países Bajos |               |               |       |       |        |                  |                  |                  |                       |                       |                       |       |       |        |
| 1.ª                          | 2017-18       | 5             | 0     | 0     | 1      | 0                | 0                | —                | —                     | —                     | 6                     | 0     | 0     |        |
| Total club                   | Total club    | 5             | 0     | 0     | 1      | 0                | 0                | 0                | 0                     | 0                     | 6                     | 0     | 0     |        |
| PEC Zwolle · Países Bajos    |               |               |       |       |        |                  |                  |                  |                       |                       |                       |       |       |        |
| 1.ª                          | 2018-19       | 29            | 0     | 3     | 3      | 0                | 0                | —                | —                     | —                     | 32                    | 0     | 3     |        |
| 1.ª                          | 2019-20       | 19            | 3     | 2     | 2      | 0                | 0                | —                | —                     | —                     | 21                    | 2     | 3     |        |
| 1.ª                          | 2020-21       | 27            | 0     | 1     | 1      | 0                | 0                | —                | —                     | —                     | 28                    | 0     | 1     |        |
| 1.ª                          | 2021-22       | 25            | 0     | 1     | —      | —                | —                | —                | —                     | —                     | 25                    | 0     | 1     |        |
| Total club                   | Total club    | 100           | 3     | 7     | 6      | 0                | 0                | 0                | 0                     | 0                     | 106                   | 3     | 7     |        |
| QPR Inglaterra               |               |               |       |       |        |                  |                  |                  |                       |                       |                       |       |       |        |
| 2.ª                          | 2022-23       | 32            | 1     | 3     | 1      | 0                | 0                | —                | —                     | —                     | 33                    | 1     | 3     |        |
| Total club                   | Total club    | 32            | 1     | 3     | 1      | 0                | 0                | 0                | 0                     | 0                     | 33                    | 1     | 3     |        |
| Total carrera                | Total carrera | Total carrera | 225   | 9     | 23     | 8                | 0                | 0                | 0                     | 0                     | 0                     | 233   | 9     | 23     |
| 1. 2. Fuente:Transfermarkt   |               |               |       |       |        |                  |                  |                  |                       |                       |                       |       |       |        |

### Selección de Surinam
Actualizado al último partido jugado el 22 de septiembre de 2022.
| Absoluta Surinam        |   |   |   |   |   |   |   |   |   |   |   |   |
| 2022                    | — | — | — | — | — | — | 1 | 0 | 0 | 1 | 0 | 0 |
| Total                   | 0 | 0 | 0 | 0 | 0 | 0 | 1 | 0 | 0 | 1 | 0 | 0 |
| 1. Fuente:Transfermarkt |   |   |   |   |   |   |   |   |   |   |   |   |

## Palmarés

### Títulos nacionales
| Título     | Equipo        | País         | Año  |
| ---------- | ------------- | ------------ | ---- |
| Eredivisie | PSV Eindhoven | Países Bajos | 2018 |